# Museo Guggenheim de Venecia
La colección de Peggy Guggenheim constituye uno de los museos más importantes de Italia y uno de los más importantes de Europa acerca del arte europeo y americano de la primera mitad del siglo XX. Está situado en el Palacio Venier dei Leoni, en el Gran Canal, en Venecia (Dorsoduro, 70).

## Historia
Tras permanecer en Estados Unidos durante unos seis años, eludiendo la Segunda Guerra Mundial, en 1947 Peggy Guggenheim decidió regresar a Europa, donde se mostró su colección por primera vez en la Bienal de Venecia de 1948, en lo que suponía su primera exposición europea. La presencia de arte cubista, abstracto, y surrealista hizo del pabellón la visión más coherente del modernismo nunca presentada en Italia. Ese mismo año Peggy compró el Palazzo Venier dei Leoni en el Gran Canal de Venecia, donde fijó su residencia.
En 1949 se llevó a cabo una exposición de esculturas en el jardín de la mansión, y en 1951 abrió su colección al público. Durante sus 30 años en Venecia, Peggy Guggenheim siguió reuniendo obras de arte y apoyando a los artistas americanos y europeos por igual. En 1962 Peggy Guggenheim fue nombrada Ciudadana Honoraria de Venecia.
En 1969, el Museo Solomon R. Guggenheim de Nueva York invitó a Peggy Guggenheim a una muestra de su colección, y fue en esa ocasión que ella resolvió donar su palacio y obras de arte a la Fundación Solomon R. Guggenheim, con la condición de que el conjunto permaneciese unido en Venecia. Peggy murió a la edad de 81 años el 23 de diciembre de 1979. Un año más tarde en 1980 el museo fue inaugurado presentando su colección personal.
Entre los movimientos representados en el museo están el cubismo, el futurismo, la pintura metafísica, la abstracción, el surrealismo y el Expresionismo Abstracto. Cuenta con obras de  Dalí, Picasso, Braque, Duchamp, Léger, Brancusi, Robert Delaunay, Picabia, Mondrian, Kandinsky, Miró, Klee, Ernst, Magritte, Marini, Carlo Carrá, Luigi Russolo, Boccioni, Ottone Rosai, Morandi y Modigliani. 
La colección de Peggy Guggenheim es gestionada por la Fundación Solomon R. Guggenheim, que también gestiona el museo de Solomon R Guggenheim de Nueva York, el museo de Bilbao, el Deutsche Guggenheim de Berlín y el Guggenheim-guggenheim-Hermitage de Guggenheim, Las Vegas.

## La Colección
La Colección Peggy Guggenheim es considerada una de las mejores colecciones de arte moderno de Europa en las que destacan piezas de grandes artistas de la primera y segunda mitad del siglo XX.

### La Colección Permanente
La colección permanente incluye obras maestras del cubismo, el futurismo, la pintura metafísica, Europeo abstraccionismo, el surrealismo y el Expresionismo Abstracto Americano.
- Picasso
  - Pipa, Cristal, Botella de Vieux Marc (Pipe, verre, bouteille de Vieux Marc) - (1914)
  - Pájaro en un árbol (L'oiseau) - (1928)
  - Naturaleza muerta: El plato de fruta y la jarra (Nature morte: Compotier et cruche) - (1937)

- Georges Braque
  - Paisaje cerca de Amberes (Paysage près d'Anvers) - (1906)
  - Piano y Mandola (Piano et mandore) - (1909-1910)

- Marcel Duchamp:  Desnudo (estudio), Triste hombre joven en un tren - (1911-1912)

- Fernand Léger: Formas mecánicas (mécaniques Formes) - (1919)

- Giacomo Balla:  Caminos de Movimiento + secuencias dinámicas - (1913)

- Kandinsky: Varios Círculos (einige Kreise) - (1926)

- Dalí: Nacimiento de los deseos líquidos (La naissance des désirs liquides) - (1931-1932)

- Pollock
  - "Dos" - (1943-1945)
  - Enchanted Forest - (1947)
  - Untitled (Verde Plata) - (1949)

- Rothko
  - Sin título (Titulurik gabea) - (1952-1953)
  - Sin título (Negro sobre Gris) - (1969-1970)

### El jardín de esculturas Nasher
El Nasher Sculpture Garden presenta esculturas que complementan la colección permanente del museo. Actualmente en el jardín se presentan artistas como Consagra, Giacometti, Holzer, Arp, Richier, Graham, Hamak, Anish Kapoor, Merz, Miró, Moore, Paladino, Duchamp-Villon, Minguzzi, Calder, Yoko Ono, David Smith, y Takis.

### La colección Gianni Mattioli
Desde septiembre de 1997, 26 obras maestras de la colección de renombre mundial de arte italiano de principios del siglo XX formado entre 1949 y 1953 por el coleccionista Gianni Mattioli se han exhibido en calidad de préstamo a largo plazo en la colección Peggy Guggenheim. Entre ellos se encuentran los iconos del Futurismo italiano, como Balla, Severini, Sironi, Soffici, Rosai, Depero, Morandi, y un retrato de Modigliani.
- Umberto Boccioni: "Materia y Dinamismo de un ciclista"
- Carlo Carrà: "Demostración intervencionista"
- Luigi Russolo: "La solidez de la niebla"

### La colección Hannelore B. y Rudolph B. Schulhof
En octubre de 2012, se añadieron ochenta obras de arte italiano, europeo y estadounidense de las décadas posteriores a 1945 para las colecciones de la Fundación Solomon R. Guggenheim en Venecia. Son el legado de Hannelore B. Schulhof, que recogió las obras con su difunto marido Rudolph B. Schulhof. Según un acuerdo elaborado por la Colección Peggy Guggenheim y la señora Schulhof, el don de pinturas, esculturas y obras sobre papel residirá permanentemente en la Colección Peggy Guggenheim en Venecia.